# Sparkasse Bad Kissingen
Die Sparkasse Bad Kissingen ist ein öffentlich-rechtliches Kreditinstitut mit Sitz in Bad Kissingen in Bayern. Ihr Geschäftsgebiet ist der Landkreis Bad Kissingen.

## Organisationsstruktur
Die Sparkasse Bad Kissingen ist eine Anstalt des öffentlichen Rechts. Träger ist der „Zweckverband Sparkasse Bad Kissingen“, dessen Mitglieder sind der Landkreis Bad Kissingen (65 %) und die Stadt Bad Kissingen (35 %).
Rechtsgrundlagen sind das Sparkassengesetz, die bayerische Sparkassenordnung und die durch den Träger der Sparkasse erlassene Satzung. Organe der Sparkasse sind der Vorstand und der Verwaltungsrat.

## Geschäftsausrichtung
Die Sparkasse Bad Kissingen betreibt als Sparkasse das Universalbankgeschäft. Die Sparkasse Bad Kissingen wies im Geschäftsjahr 2023 eine Bilanzsumme von 1,787 Mrd. Euro aus und verfügte über Kundeneinlagen von 1,389 Mrd. Euro. Gemäß der Sparkassenrangliste 2023 liegt sie nach Bilanzsumme auf Rang 254. Sie unterhält 19 Filialen/Selbstbedienungsstandorte und beschäftigt 305 Mitarbeiter.

## Sparkassen-Finanzgruppe
Die Sparkasse Bad Kissingen ist Teil der Sparkassen-Finanzgruppe. Die Sparkasse vertreibt daher z. B. Bausparverträge der LBS, offene Investmentfonds der Deka und vermittelt Versicherungen der Versicherungskammer Bayern. Die Funktion der Sparkassenzentralbank nimmt die Bayerische Landesbank wahr.